# 앙브로네

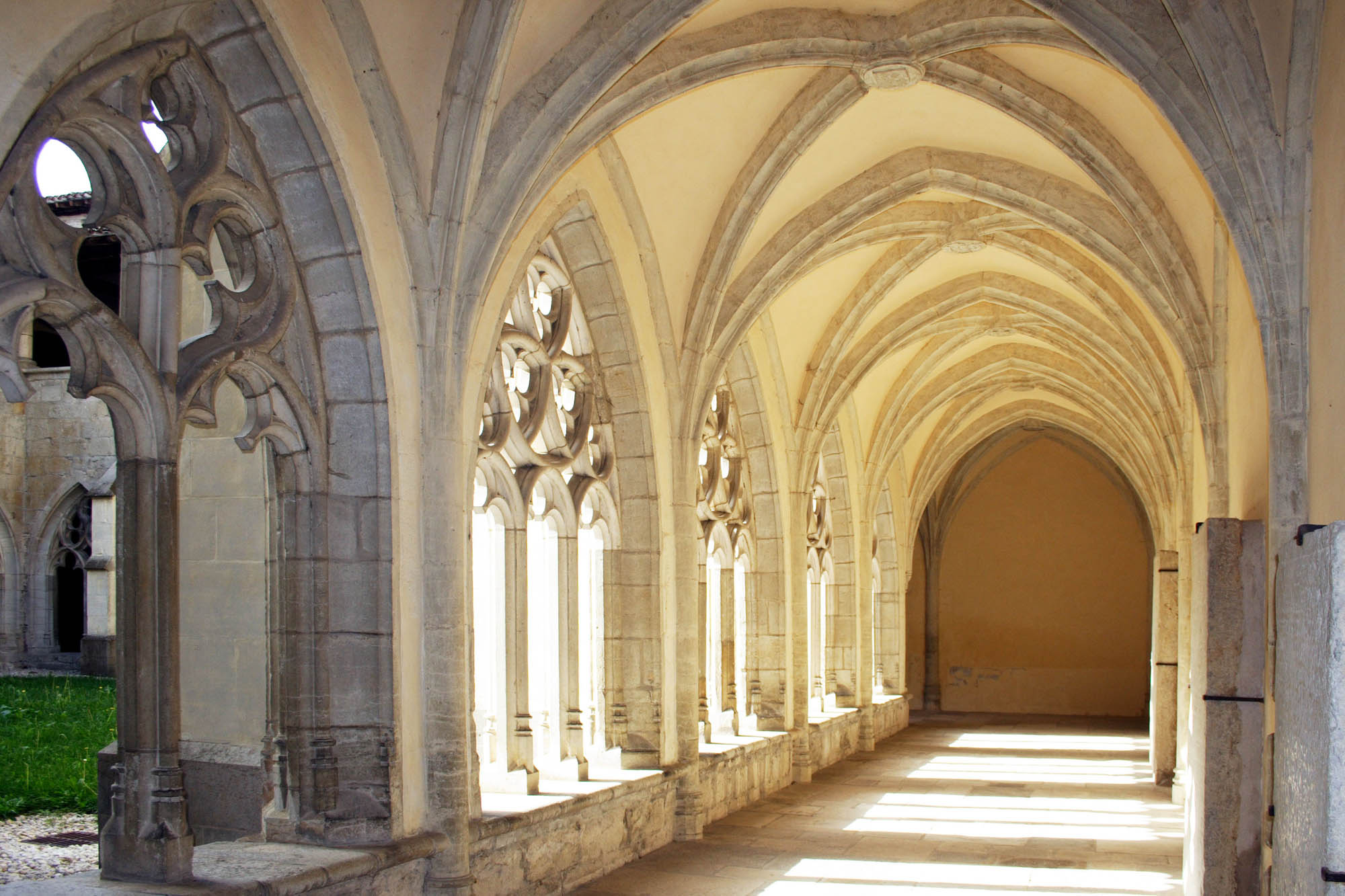
앙브로네 수도회의 모습

앙브로네(프랑스어: Ambronay)는 프랑스 동부 론알프 레지옹의 앵주에 위치한 코뮌 중 하나이다. 앙베리외앙뷔제로부터 약 6km 정도 떨어져 있다. 이 마을 중심에는 8세기에 지어진 노트르담 당브로네(프랑스어: Notre-Dame d'Ambronay) 라는 이름의 베네딕트 수도원이 있다. 이 수도원은 프랑스 혁명 기간 동안 파괴되었다. 이 수도원의 교회는 마구간으로 쓰이는 수난에도 불구하고 파괴되지는 않았고, 이후 다시 예배 장소로 바뀌게 되었다.

## 인구
| 연도 | 인구  | ±%    |
| ---- | ----- | ----- |
| 2004 | 2,219 | —     |
| 2006 | 2,241 | +1.0% |
| 2007 | 2,263 | +1.0% |
| 2008 | 2,296 | +1.5% |
| 2009 | 2,328 | +1.4% |
| 2010 | 2,362 | +1.5% |
| 2011 | 2,365 | +0.1% |
| 2012 | 2,437 | +3.0% |
| 2013 | 2,503 | +2.7% |
| 2014 | 2,570 | +2.7% |
| 2015 | 2,615 | +1.8% |
| 2016 | 2,684 | +2.6% |

## 같이 보기
- 앵 주의 코뮌 목록